# I-73
I-73 — підводний човен Імперського флоту Японії, який взяв участь у бойових діях Другої світової війни.

## Довоєнна служба
Корабель, який спорудили у 1937 році на корабельні компанії Kawasaki в Кобе, належав до другої серії підтипу KD6A типу KD6. На відміну від човнів першої серії KD6A (I-68, I-69, I-70) на І-73 встановили 120-мм гармату замість 100-мм.
По завершенні його включили до 20-ї дивізії підводних човнів, у складі якої І-73 перебував і на момент вступу Японії у Другу світову війну.

## Перший похід
11 листопада 1941-го в межах підготовки до війни с США І-73 вийшов з японського порту Саєкі (острів Кюсю) на 20 числа прибув на атол Кваджелейн (Маршаллові острови). 23 листопада І-73 рушив далі до Гавайських островів, де 5 грудня провів рекогносцирування протоки між островами Мауї, Кахоолаве та Ланаї, а наступної доби виконав таке ж завдання щодо якірної стоянки Лахаіна (острів Мауї).
7 грудня 1941-го, в день відкриття бойових дій, човен перебував у районі на південь від острова Оаху. 17 грудня йому наказали при поверненні на Кваджелейн провести артилерійський обстріл атола Джонстон (за 1300 км на південний захід від Гонолулу). 23 грудня І-73 випустив шість снарядів по атолу та пошкодив одну будівлю, після чого занурився через вогонь у відповідь 127-мм берегової батареї. За шість діб човен досягнув Кваджелейну.

## Другий похід
12 січня 1942-го І-73 попрямував для бойового патрулювання в районі Гавайських островів. Вранці 27 січня за три десятки кілометрів на захід від атола Куре І-73, який перебував у надводному положенні, виявили з американського підводного човна USS Gudgeon, що повертався з походу до Японії та завдяки радіоперехопленню був попереджений про прохід кількох японських субмарин (хоча і не самої І-73). З Gudgeon випустили три торпеди та почули два вибухи. І-73 загинув разом з усім екіпажем та став першим бойовим кораблем, потопленим американськими підводними човнами.